# أنتوني روتا
أنتوني روتا هو سياسي كندي، ولد في 15 مايو 1961 في نورث باي في كندا. نشط حزبياً في الحزب الليبرالي الكندي.

## مناصب
- انتخب رئيس مجلس العموم الكندي [الإنجليزية]‏ (5 ديسمبر 2019 – ).
- في الانتخابات الفيدرالية الكندية 2019، انتخب عضو مجلس العموم الكندي عن دائرة نيبسينغ-تيميسكامينغ [الإنجليزية]‏ وقد انضم خلال فترته النيابية [الإنجليزية]‏ (21 أكتوبر 2019 – ) للكتلة البرلمانية الحزب الليبرالي الكندي.
- في الانتخابات الاتحادية الكندية 2008 [الإنجليزية]‏، انتخب عضو مجلس العموم الكندي عن دائرة نيبسينغ-تيميسكامينغ [الإنجليزية]‏ وقد انضم خلال فترته النيابية [الإنجليزية]‏ (14 أكتوبر 2008 – 2 مايو 2011) للكتلة البرلمانية الحزب الليبرالي الكندي.
- انتخب عضو مجلس العموم الكندي عن دائرة نيبسينغ-تيميسكامينغ [الإنجليزية]‏ وقد انضم خلال فترته النيابية [الإنجليزية]‏ (23 يناير 2006 – 14 أكتوبر 2008) للكتلة البرلمانية الحزب الليبرالي الكندي.
- انتخب عضو مجلس العموم الكندي عن دائرة نيبسينغ-تيميسكامينغ [الإنجليزية]‏ وقد انضم خلال فترته النيابية [الإنجليزية]‏ (28 يونيو 2004 – 23 يناير 2006) للكتلة البرلمانية الحزب الليبرالي الكندي.
- انتخب عضو مجلس العموم الكندي عن دائرة نيبسينغ-تيميسكامينغ [الإنجليزية]‏ وقد انضم خلال فترته النيابية [الإنجليزية]‏ (19 أكتوبر 2015 – 21 أكتوبر 2019) للكتلة البرلمانية الحزب الليبرالي الكندي.

## وصلات خارجية
- الموقع الرسمي